# Edith Márquez
Edith Márquez Landa (Cidade do México, 27 de janeiro de 1973) é uma atriz, cantora e compositora mexicana
Começou sua carreira com os programas "Juguemos a cantar" (1978) e "Canta, Canta" (1984), depois estudou na escola de Televisa e foi membro do grupo Timbiriche.
Participou no Festival Internacional da Canção de Viña del Mar de 2001.

## Televisão
- Papá soltero (1987-1994) - Alejandra
- Agujetas de color de rosa (1994) - Edith
- Me tengo que casar/Papá soltero (1995) - Alejandra
- Sentimientos ajenos (1996) - Marcela
- El privilegio de amar (1998) - Luciana (1* fase)
- Mañana es para siempre (2009) - Julieta

## CD
- 1987, Timbiriche VIII&IX, Melody (México)
- 1989, Los Clásicos de Timbiriche,   Melody (México)
- 1990, Timbiriche 10 , Melody (México)
- 1998, Frente a ti, Warner Music (México)
- 2000, Caricias del Cielo, Warner Music (México)
- 2001, Extravíate, Warner Music (México)
- 2003, ¿Quién Te Cantará?,  Warner Music (México)
- 2005, Cuando Grita La Piel, Warner Music (México)
- 2007, Memorias del Corazón, EMI Music (México)
- 2008, Memorias del Corazón, EMI Music (México)
- 2008, Pasiones de Cabaret, EMI Music (México)
- 2008, En Concierto desde el Metropólitan (CD),  Warner Music (México)
- 2008, Pasiones de Cabaret (Edición Especial CD + DVD), EMI Music (México)